# Janusz
Janusz ist ein polnischer männlicher Vorname, der von Johannes  abgeleitet ist.

## Namensträger

### Herrscher
- Janusz I. Starszy (* um 1346, † 1429), seit 1373/1374 Fürst von Warschau
- Janusz II. (* 1455; † 1495), Herzog in Masowien
- Janusz III. (1502–1526), Herzog von Masowien
- Janusz Radziwiłł (1612–1655), litauischer Adeliger, Magnat und Reichsfürst des Heiligen Römischen Reiches
- Janusz Suchywilk (1310–1382), seit 1357 Kanzler des Königreichs Polen und seit 1374 Erzbischof von Gnesen

### Vorname
- Janusz Chwierut (* 1965), polnischer Politiker
- Janusz Czerwiński (* 1936), polnischer Handballspieler, -trainer und -funktionär sowie Universitätsprofessor
- Janusz Gajos (* 1939), polnischer Schauspieler
- Janusz Głowacki (1938–2017), polnischer Schriftsteller und Dramatiker
- Janusz Góra (* 1963), polnischer Fußballspieler und -trainer
- Janusz Gortat (1948–2023), polnischer Boxer
- Janusz Grabiański (1929–1976), polnischer Illustrator
- Janusz Jagucki (1947–2025), polnischer Bischof der evangelisch-augsburgischen Kirche
- Janusz Jędrzejewicz (1885–1951), Ministerpräsident Polens
- Janusz Kaleta (* 1964), ehemaliger polnischer Bischof
- Janusz Kamiński (* 1959), polnisch-amerikanischer Kameramann
- Janusz Kondratiuk (1943–2019), polnischer Regisseur und Drehbuchautor
- Janusz Korczak (1878–1942), polnischer Arzt, Pädagoge und Schriftsteller
- Janusz Korwin-Mikke (* 1942), polnischer Politiker
- Janusz Kusociński (1907–1940), polnischer Leichtathlet
- Janusz Meissner (1901–1978), polnischer Militärflieger und Schriftsteller
- Janusz Morgenstern (1922–2011), polnischer Filmregisseur und -produzent
- Janusz Muniak (1941–2016), polnischer Jazzmusiker
- Janusz Onyszkiewicz (* 1937), polnischer Mathematiker, Bergsteiger und Politiker
- Janusz Palikot (* 1964), polnischer Unternehmer und liberal-säkularer Politiker
- Janusz Piekałkiewicz (1925–1988), polnischer Historiker, Schriftsteller, Regisseur und Produzent
- Janusz Pyciak-Peciak (* 1949), polnischer Moderner Fünfkämpfer
- Janusz Radziwiłł (1579–1620), litauischer Magnat, Kastellan von Vilnius
- Janusz Radziwiłł (1612–1655), litauischer Magnat, Wojewode von Vilnius
- Janusz Radziwiłł (Politiker) (1880–1967), polnischer Großgrundbesitzer und Politiker
- Janusz Rat (* 1947), deutscher Standespolitiker
- Janusz Reiter (* 1952), polnischer Publizist
- Janusz Sidło (1933–1993), polnischer Leichtathlet
- Janusz Śniadek (* 1955), polnischer Gewerkschafter
- Janusz Stefański (1946–2016), polnischer Jazzschlagzeuger
- Janusz Stokłosa (* 1954), polnischer Pianist und Komponist
- Janusz A. Zajdel (1938–1985), polnischer Schriftsteller

### Familienname
- Ewald Janusz (1940–2017), polnischer Kanute
- Juliusz Janusz (* 1944), polnischer katholischer Bischof und Apostolischer Nuntius
- Mikołaj Janusz (* 1982), polnischer Journalist, Kolumnist, Darsteller und Internetpersönlichkeit